# Koczkurowo (rejon koczkurowski)
Koczkurowo (ros. Кочкурово, erzja Кочкур веле) – wieś (ros. село, trb. sieło) w środkowej Rosji, centrum administracyjne Rejonu koczkurowskiego w Republice Mordowii.
Wieś położona jest nad rzeką Pyrma, 25 km od Sarańska. W 2010 r. miejscowość zamieszkiwało 3198 osób.